# Jan Verschueren (missionaris)
Jan Verschueren (Oosterhout, 22 augustus 1905 - Jakarta, 28 juli 1970) was een Missionaris van het Heilig Hart aan de zuidkust van het voormalige Nederlands-Nieuw-Guinea.
Als jonge priester ging Verschueren naar de zuidkust van Nieuw-Guinea, met als standplaats Merauke waar in 1905 een missiepost van zijn congregatie was gesticht. Hij zou er negenendertig jaar blijven, waardoor hij een grote kennis opbouwde van de plaatselijke papoeagroepen, de Marind-anim en de Yéi-nan, die niet lang voor zijn komst berucht waren als koppensnellers en nog maar moeilijk tot het christendom waren te brengen. Het bestuderen van de dialecten en plaatselijke culturen was bijna een traditie geworden onder de missionarissen die in het zuiden van Nieuw-Guinea werkten. Zijn voorgangers in dit opzicht waren onder anderen Petrus Vertenten en Jos van der Kolk. Verschueren publiceerde artikelen in het periodiek van zijn congregatie, maar ook in wetenschappelijke tijdschriften. Zijn nagelaten aantekeningen werden later bewerkt en bezorgd door Jan van Baal, cultureel antropoloog en voormalig gouverneur van Nederlands Nieuw-Guinea. Zij hadden elkaar goed gekend.
Tijdens een tocht ver ten westen van hun standplaats ontdekte Jan Verschueren samen met zijn confrater Cees Meuwese op 22 september 1948 een nieuwe rivier die naar de nieuwe vorstin in Nederland de Koningin Julianarivier werd genoemd. 
Jan Verschueren overleed op 64-jarige leeftijd tijdens een verblijf in Jakarta.

## Selecte bibliografie
- 'Zuid-Nieuw-Guinea 35 jaar onder missieinvloed', in: Koloniale Studiën 25, 1941, pp. 507-534
- 'De Lange en de Korte' (volksverhaal), in: Almanak van Onze Lieve Vrouw van het Heilig Hart 50, 1940, pp. 18-39
- Nieuw Guinea, uw naam is wildernis. Bussum: Paul Brand, 1950 (met C. Meuwese)
- 'De katholieke missie', in: W.C. Klein (red.), Nieuw Guinea, Dl. 1, 's-Gravenhage: Staatsdrukkerij- en Uitgeversbedrijf, 1953, pp. 160-229
- 'Om een nieuwe wereld', in: Bijdragen tot de Taal-, Land- en Volkenkunde 113, 1957, pp. 209-238
- Jan Verschueren's Description of Yéi-nan Culture (Extracted from the Posthumous Papers). Verhandelingen van het Koninklijk Instituut voor Taal-, Land en Volkenkunde 99. The Hague: Martinus Nijhoff, 1982 (Jan van Baal ed.)

## Over Jan Verschueren
- Jan van Baal, 'In memoriam Pater Jan Verschueren', in: De Brug (extern contactblad M.S.C.), december 1970, p. 22-29.